# Opicino Alciati

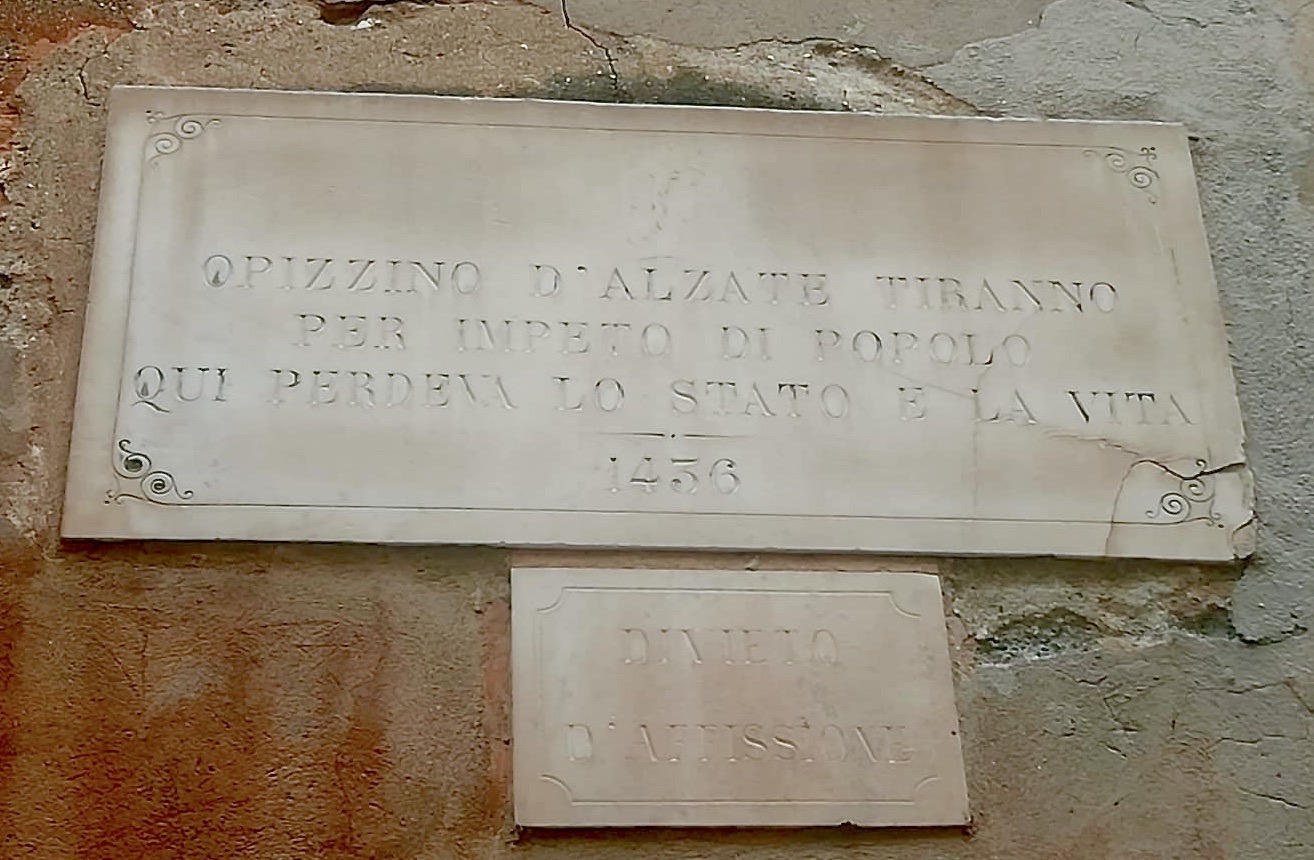
Lapide in ricordo della morte di Opizzino de Alzate, avvenuta a Genova nel 1435

Opicino Alciati (o Opizzino de Alzate; Signoria di Milano, 1370 ca. – Genova, dicembre 1435) è stato un condottiero italiano.

## Biografia
Opicino Alciati o Opizzino de Alzate nacque probabilmente intorno al 1370, nel territorio della Signoria di Milano, figlio del nobile Martino Alciati.
I documenti d’archivio forniscono un quadro biografico lacunoso. Era membro di una benestante famiglia lombarda, gli Alzati o Alciati ed ebbe quattro figli: Filippo, Maddalena, Cristoforo e Martino, gli ultimi due naturali.
Le fonti principali per la ricostruzione della sua vita sono, principalmente, atti privati di compravendita di terreni, assieme a fonti narrative in cui viene citato il suo nome, come gli Annales genuenses dei fratelli Giorgio e Giovanni Stella, i Nobilium familiarum commenta di Raffaele Fagnani e la Storia di Milano di Bernardino Corio.
Opizzino de Alzate portò avanti la carriera militare per la maggior parte della vita. Fu capitano alle dipendenze di Facino Cane, conte di Biandrate e signore di vari territori del lombardo e del piemontese, a sua volta al servizio, fino al 1402, del duca di Milano Gian Galeazzo Visconti.
Quando nel 1402 Giovanni Maria Visconti divenne nuovo duca di Milano, i territori a lui sottoposti conobbero delle crisi interne, alimentate anche da numerose incursioni condotte da Facino Cane nei territori del lombardo e del veneto, incursioni che ebbero termine quando il Cane tornò al servizio del duca negli ultimi tre anni di vita.
Opizzino de Alzate rimase alle dipendenze di Facino Cane per molti anni, assieme al ben più noto Francesco Bussone, detto "il Carmagnola".
Il 1412 fu contrassegnato dalla morte sia di Facino Cane che di Giovanni Maria Visconti: nuovo duca di Milano divenne quindi Filippo Maria Visconti, fratello minore di Giovanni Maria. Il matrimonio con la vedova di Facino, Beatrice, gli garantì risorse in denaro e la fedeltà di molti soldati che erano stati alle dipendenze dello stesso Facino Cane.
A capo dell’esercito venne nominato il Carmagnola, al cui fianco continuò a militare Opizzino. Tra il 1412 e il 1422, attraverso accordi e campagne atte a sedare i vari focolai di ribellione, il conte di Carmagnola contribuì a ricostituire il ducato visconteo. Opizzino de Alzate, sempre sotto il comando del Carmagnola, partecipò alla campagna di riunificazione dei territori. Nel maggio 1417 combatté contro i cremonesi capeggiati da Cabrino Fondulo nei pressi di Crema. Nel 1420 si schierò contro Pandolfo III Malatesta alla conquista di Brescia.
Dal 1413 Opizzino venne inoltre investito direttamente dal Visconti di vari incarichi: fu insignito del titolo di capitano generale della Martesana, fu commissario ducale a Bellinzona e lavorò come procuratore speciale a Rocca Travaglia e a Locarno.
Intorno al 1425 il conte di Carmagnola cadde in disgrazia presso il Visconti. Al governo della città di Genova, conquistata dal Carmagnola nel 1422, furono insediati l'arcivescovo e abile diplomatico Bartolomeo Capra e il de Alzate, nominato per l’occasione commissario ducale della città.
Opizzino de Alzate, in qualità di rappresentante del governo milanese, rimase al governo di Genova per dieci anni. Nel 1435 il popolo genovese, ormai insofferente della dominazione viscontea, dopo aver assalito il Palazzo ducale, assassinò il de Alzate mentre tentava di rifugiarsi nella basilica di San Siro.

## Il contesto
Nel 1413 con il re Ferdinando e poi nel 1417 con lo stesso Alfonso V d’Aragona, Genova aveva stipulato due trattati di pace, che consentirono al potere mercantile cittadino, detentore di un solido sostegno popolare, di mantenere una certa tranquillità dei traffici a occidente .
L’aumento dei commerci milanesi fece crescere la necessità, presso il governo visconteo, di uno sbocco sul mediterraneo. L’alleanza della lega tra Milano e Genova, iniziata con la lega decennale nata nel 1413, venne rinnovata per altri sette anni nel 1417. Tuttavia, il duca di Milano, parallelamente, appoggiò la ribellione di Teramo Adorno contro il doge di Genova Tommaso di Campofregoso, il quale, nel 1419 fu costretto a stipulare un trattato con Milano, che comportava la cessione di alcuni territori d’oltregiogo.
Nel 1421 la situazione precipitò: l’atteggiamento espansionistico di Filippo Maria Visconti nei confronti di Genova fu confermato dalla promessa della cessione della Corsica ad Alfonso d’Aragona una volta conquistata la città. Nel 1422 Genova venne accerchiata, con le truppe del Carmagnola che portarono avanti un assedio della città da terra, mentre dal mare le galee del duca presero il controllo del porto.
Milano aveva quindi ottenuto un importante sbocco sul Mediterraneo, un porto in cui venivano smistati i carichi di lana, di seta e di armi dei mercanti lombardi.
Il doge Fregoso fuggì, lasciando il governo della città al Carmagnola e ritirandosi a Sarzana, che gli venne ceduta assieme a trentamila fiorini d’oro.
Nel medesimo anno il Visconti stipulò una convenzione con Savona, che la rese indipendente da Genova.
Nel 1435, alla morte della regina di Napoli Giovanna II, Alfonso d’Aragona avanzò pretese sul regno di Napoli. Pose l’assedio a Gaeta, che chiese aiuto a Filippo Maria Visconti e a Genova. Quest’ultima era da tempo in rotta con gli aragonesi: la flotta catalana aveva infatti cacciato i genovesi dalle coste siciliane e dalle coste sarde.
Nonostante il delicato quadro politico, il Visconti accettò di inviare aiuto alla cittadina campana, e con una fulminea vittoria nei pressi di Ponza la flotta genovese, guidata dall'ammiraglio Biagio Assereto, fece prigioniero il re Alfonso (poi ceduto al Visconti in qualità di illustre prigioniero), e ottenne il controllo dei porti del regno di Napoli.
Il duca di Milano, tuttavia, era intenzionato a mantenere dei buoni rapporti con la corona aragonese, con cui aveva stretto alleanze in passato. Per tal motivo, firmò nell’ottobre del 1435 un patto con Alfonso d’Aragona, in cui si impegnava a rinunciare ad ogni pretesa sul regno di Napoli, e anzi a fornire aiuto alla corona aragonese per la riconquista del regno.
A Genova la notizia della liberazione del re Alfonso d’Aragona fu accolta con grande sdegno, fornendo al patriziato cittadino una solida ragione per organizzare una rivolta contro il governo visconteo. In seguito a una congiura, capeggiata da Francesco Spinola, Opizzino de Alzate venne ucciso. Il governatore Bartolomeo Capra riuscì a fuggire, e il doge Tommaso di Campofregoso poté quindi riacquisire il titolo di signore della città di Genova.

## Opicino Alciati e Genova
Nel 1422 il duca di Milano conquistò Genova, grazie all’esercito al comando del conte di Carmagnola, forte delle campagne vittoriose a Trezzo, Lecco, Lodi e nel cremonese. Opizzino de Alzate partecipò anche alla campagna genovese. L’esercito visconteo si accampò su un’altura non lontano dalla città e, pochi mesi dopo il suo arrivo, i genovesi decisero di affidare il governo al Carmagnola che, in nome del principe di Milano, ricevette il formale giuramento di fedeltà del popolo della Superba. Opizzino, a sua volta, venne nominato capitano di giustizia e delle occorrenze di guerra.

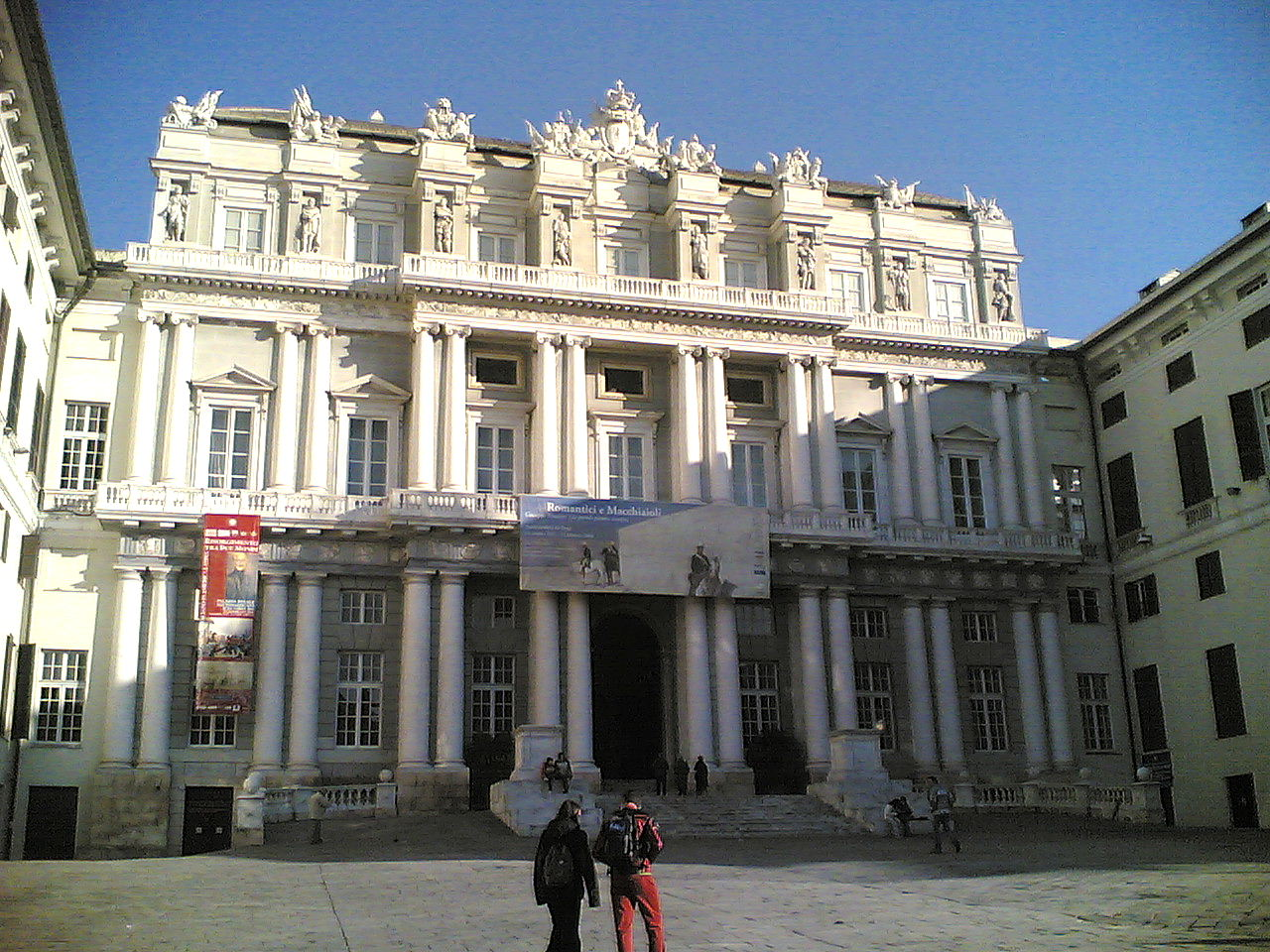
Palazzo Ducale da Piazza Matteotti

La fortuna del conte di Carmagnola iniziò a vedere una flessione nel 1425, anche in seguito a una sottile opera di diffamazione portata avanti dai suoi detrattori presso il duca di Milano. Il Visconti decise di allontanarlo da Genova e dalla propria corte, e il Carmagnola fu quindi assoldato da Venezia, da sempre in rotta con Milano, in qualità di capitano degli eserciti di terra.

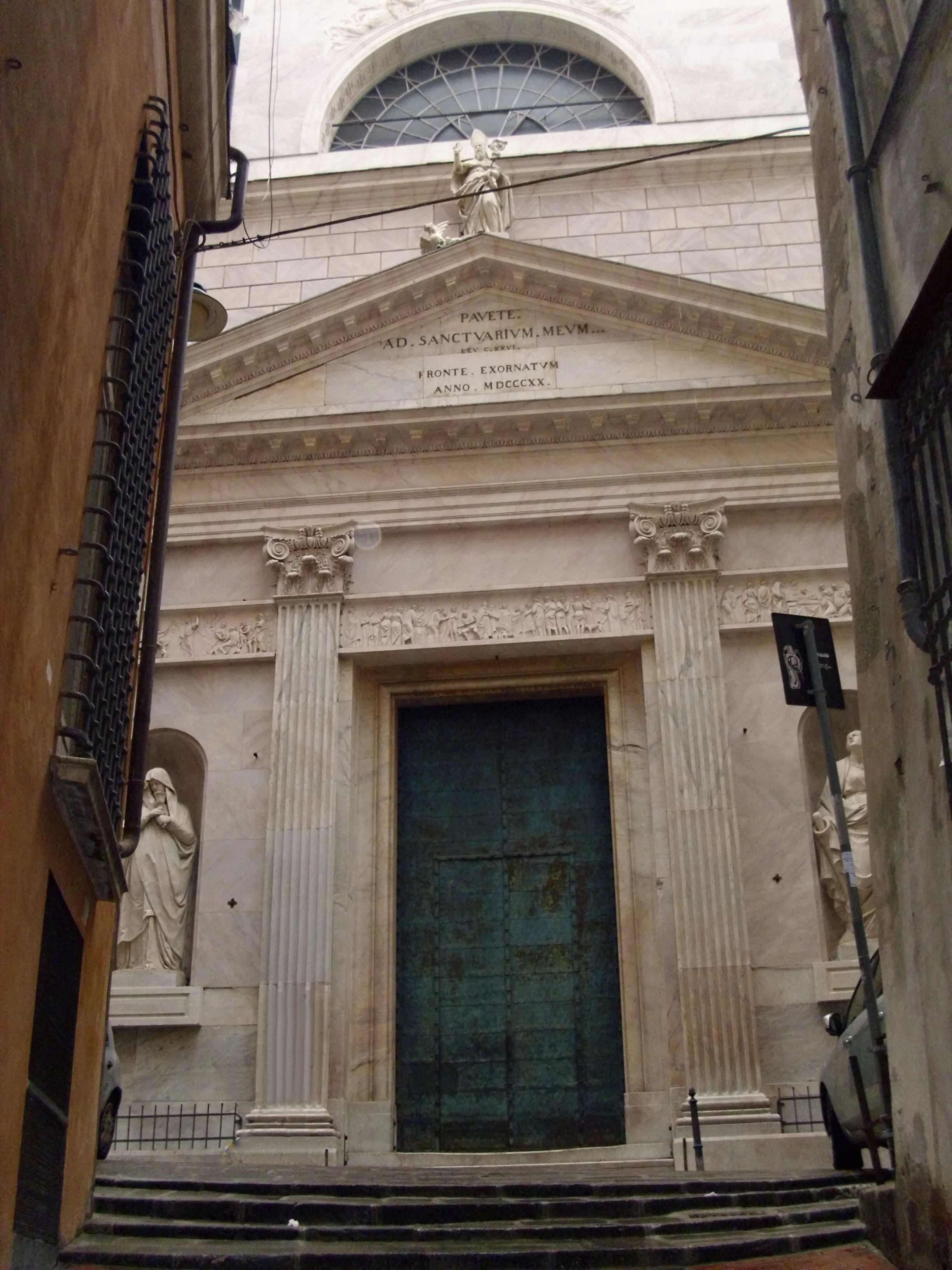
Chiesa di San Siro a Genova

Il de Alzate fu quindi elevato a commissario ducale a Genova, mentre governatore divenne l’arcivescovo Bartolomeo Capra.
Opizzino aveva fama di uomo brutale, tanto che le fonti liguri lo descrivono come un soldato crudele e senza scrupoli (“qui a se humanitatem abdicavit”).
Scampò alla peste che investì Genova nel 1429, abbandonando temporaneamente la città, dove tornò l’anno successivo e in cui fece fare alcune migliorie di edilizia urbana, come i lavori di ampliamento della piazza davanti al palazzo Ducale. Nei cinque anni successivi fu altresì occupato a sedare varie sacche di ribellione nell’entroterra ligure, e a difendere le colonie genovesi sul Mar Nero attaccate dai veneziani.
La liberazione del re Ferdinando, seguita alla vittoria a Ponza della flotta genovese, fu vista dal popolo genovese come un affronto intollerabile. I nobili della città decisero di organizzare una rivolta per cacciare il de Alzate e liberarsi del giogo milanese. La guarnigione di Opizzino venne attaccata; nel tentativo di rifugiarsi all’interno della Basilica di San Siro, trovò tuttavia la morte, ad opera dei congiurati, in un giorno di dicembre del 1435.